# حبتر
حَبْتَر (الاسم العلمي: Epomophorus)، جنس حيوان من فصيلة خفافيش الفاكهة، أنواعه 9. جميعها أفريقية المهد. بشعة الشكل متوسطة القد بتراء أو ثعلية الذنب، مستعرضة الرأس مستطيلة الفرطوسة غليظة الشفاه المتمعجة المنمغطة. تحمل في صدورها تحت ثدييها جيبتين صغيرتين تكتنفهما خصلتان من الشعر الأصفر. وهي مجهزة بضرفين جانبيين لخزن الهواء يمتدان من البلعوم حتى قاعدة الفخذ. تعيش في جماعات قليلة. تألف الأشجار الحرجية الظليلة. قوتها جميع أنواع التين والثمار الغزيرة العصير.